# Brisë
Brisë – wieś położona w północnej części Albanii w gminie Lekbibaj. Wieś znajduje się 103 kilometrów od stolicy państwa, Tirany.

## Demografia
Według spisu ludności z 1989 roku we wsi Brisë mieszkało 280 mieszkańców.